# Мост Камагари
Мост Камагари (яп. 蒲刈大橋, かまがりおおはし, камагари охаси, «Большой мост Камагари») — ферменный мост через пролив Санносэ во Внутреннем Японском море, в префектуре Хиросима, Япония. Соединяет острова Симо-Камагари и Ками-Камагари. Общая длина составляет 480 м. Длина пролета — 225 м. Открыт в октябре 1979 года. Один из 8 мостов, соединяющих острова Геиё моря Аки с островом Хонсю. Порядковый номер — «2». Соединяет районы Камагари и Симо-Камагари города Куре.

## Галерея

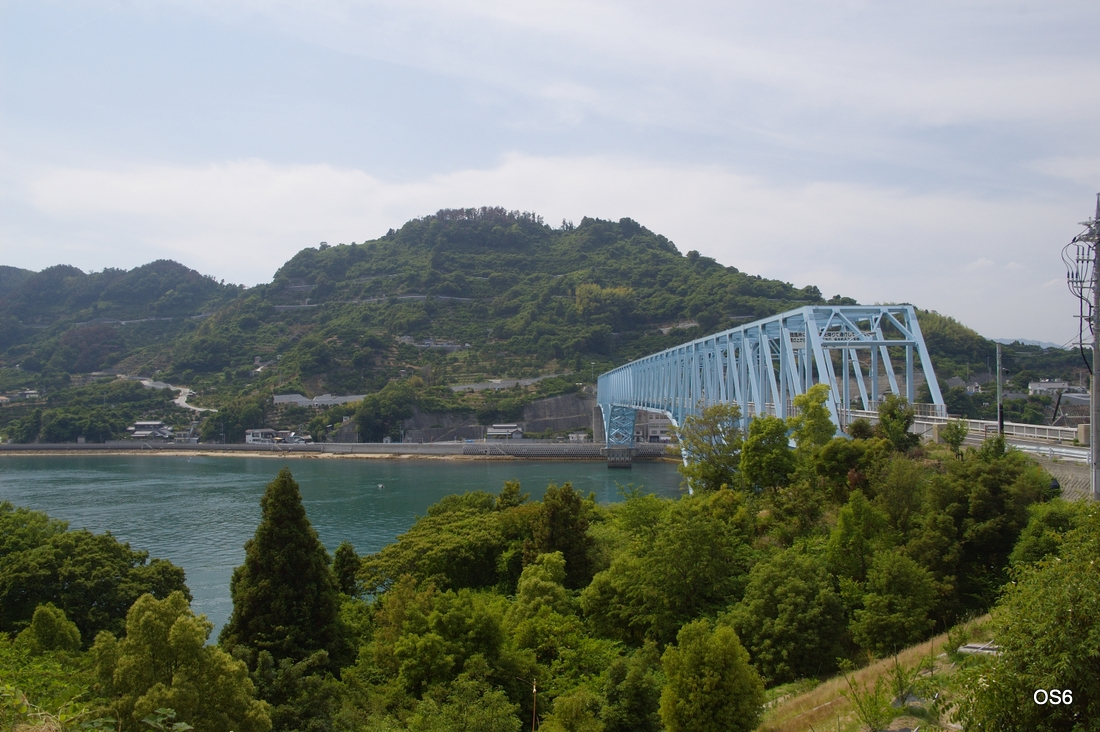
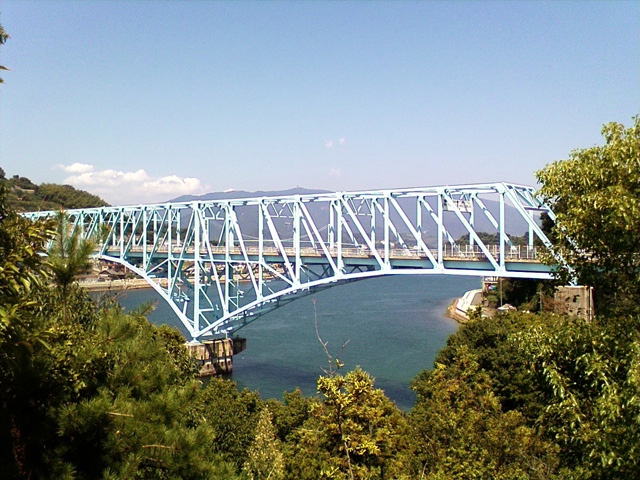
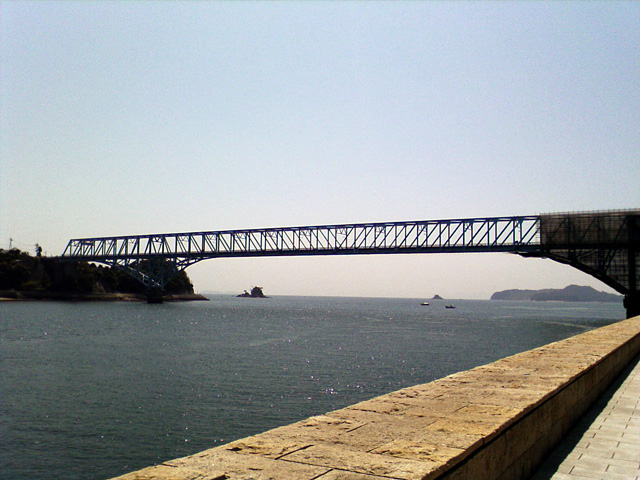
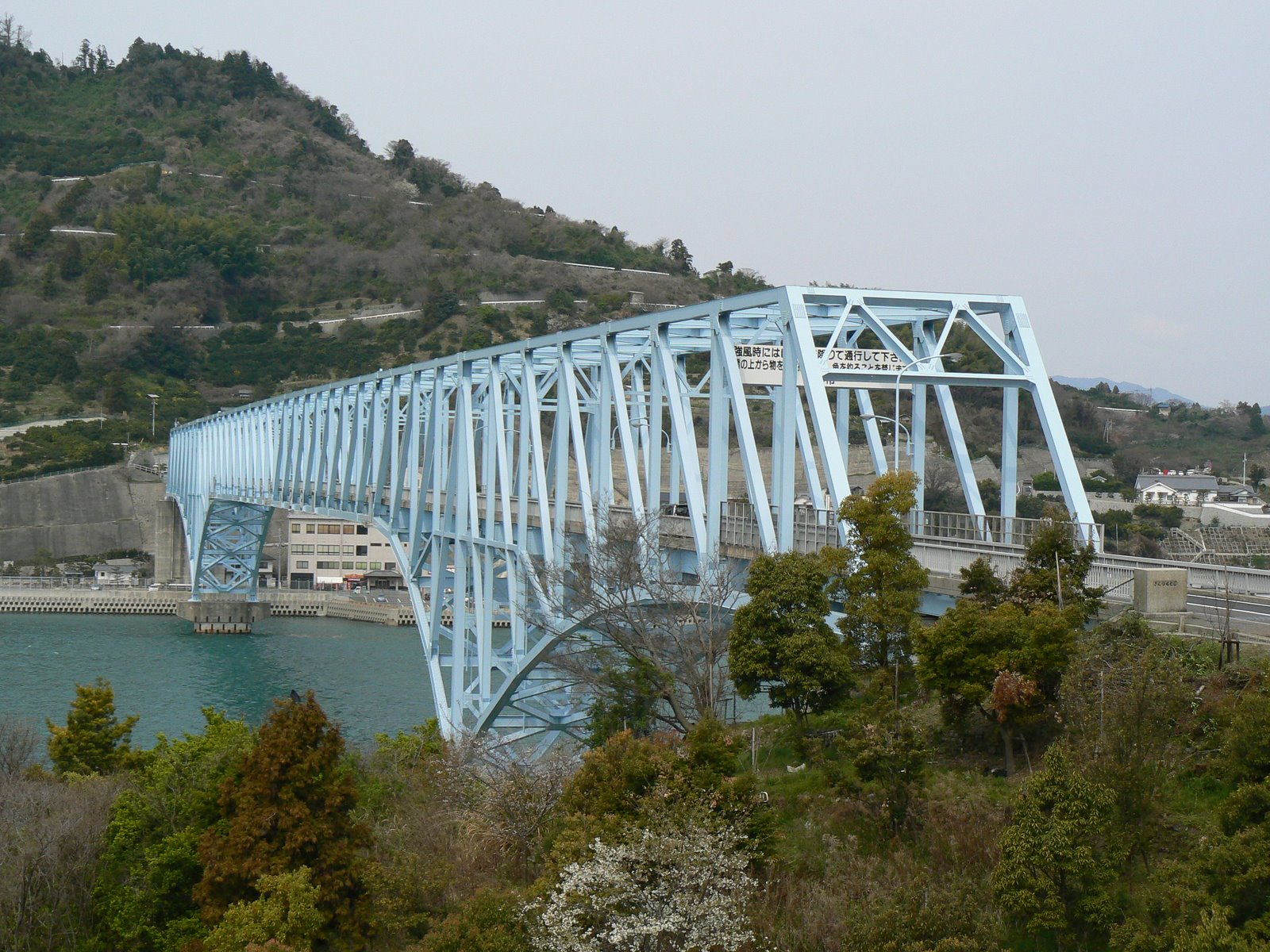
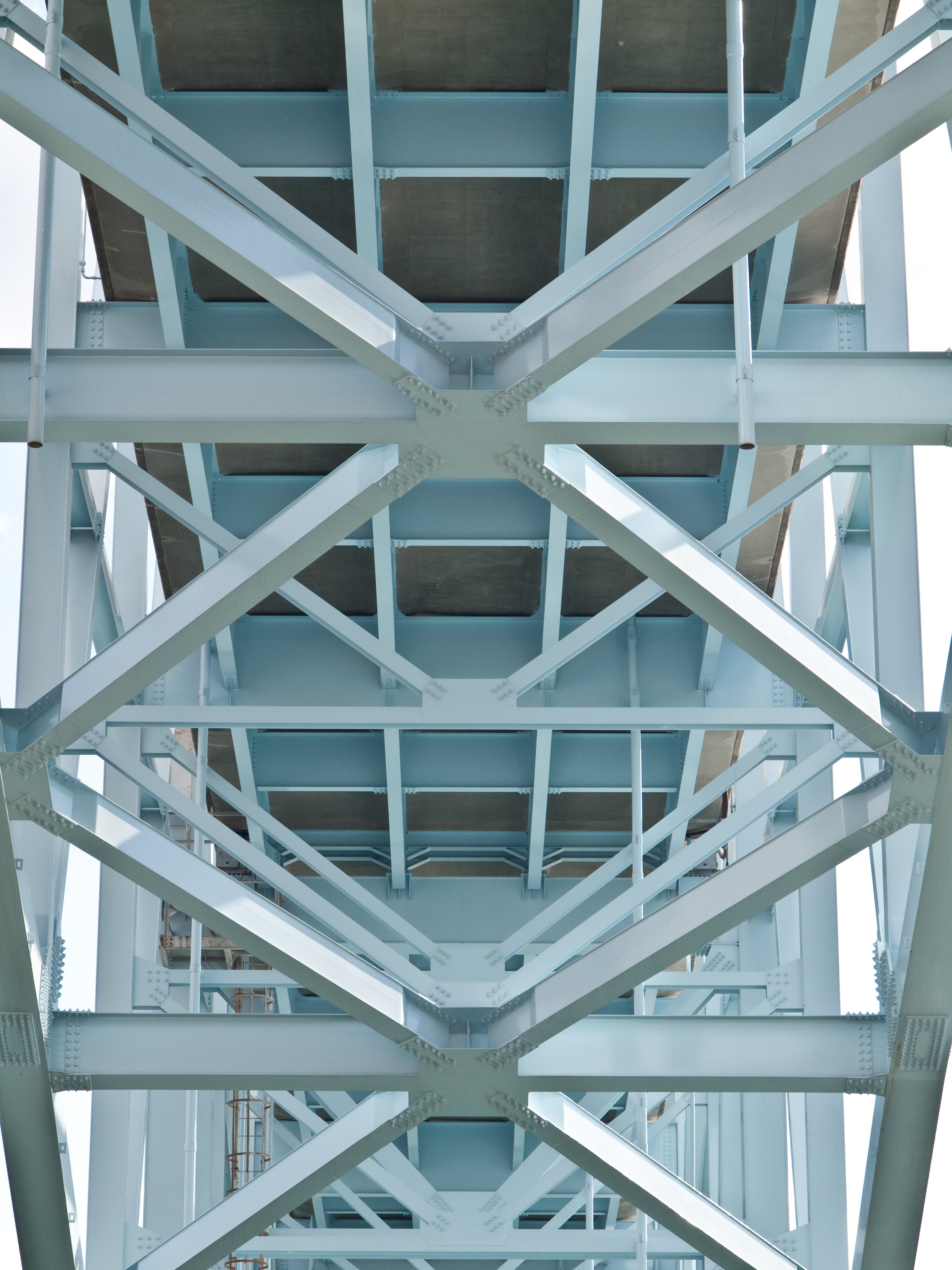
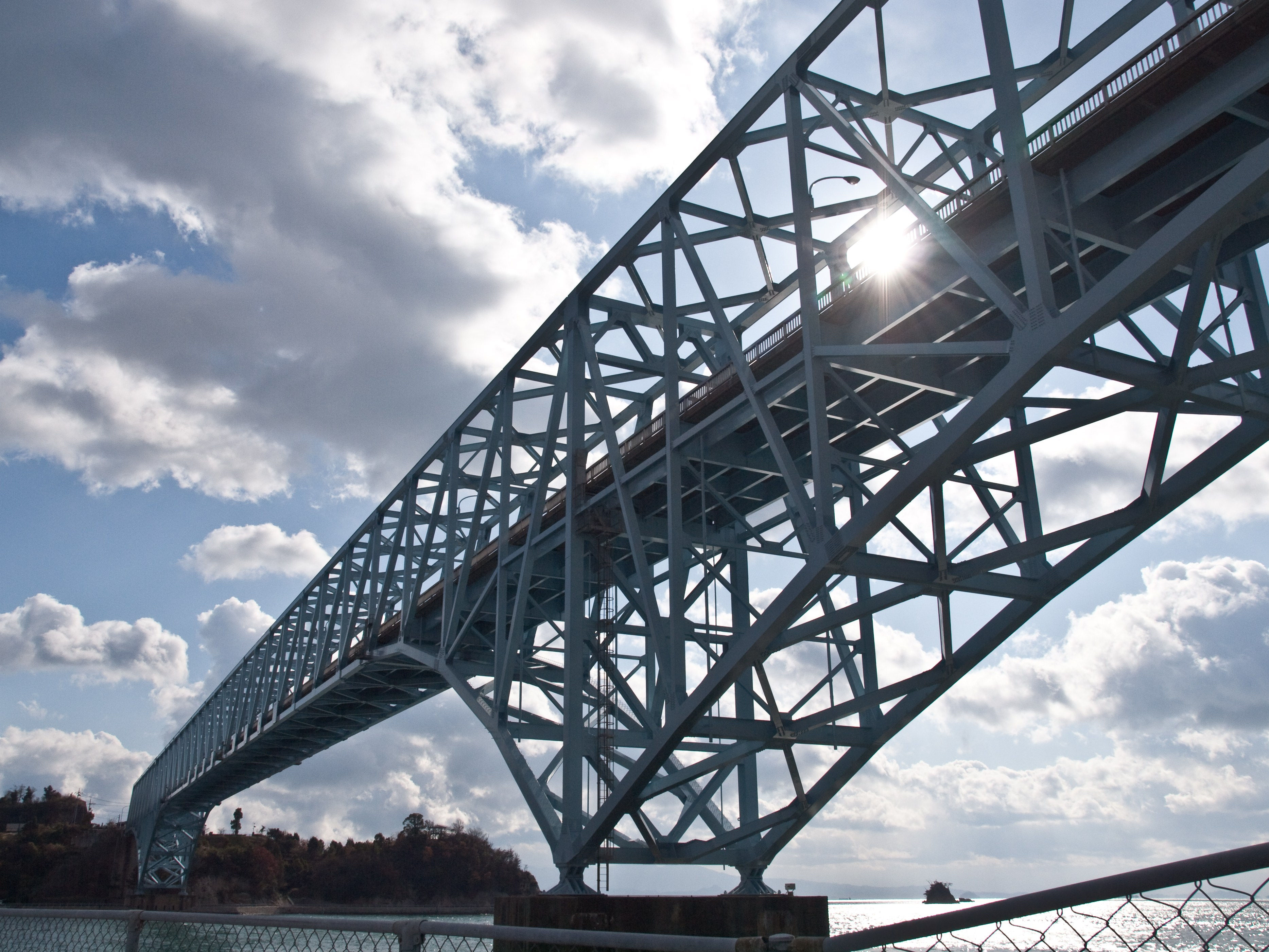
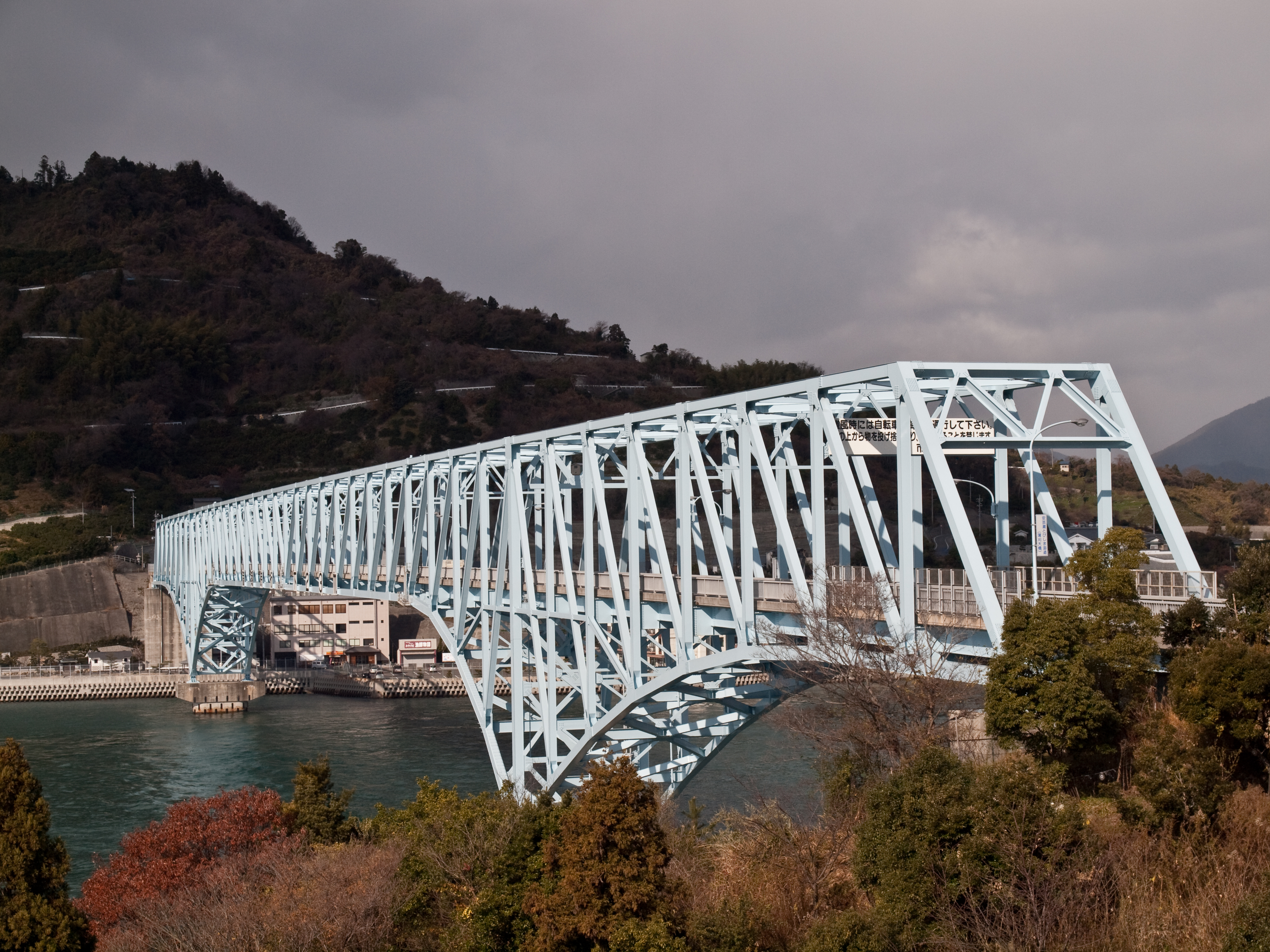
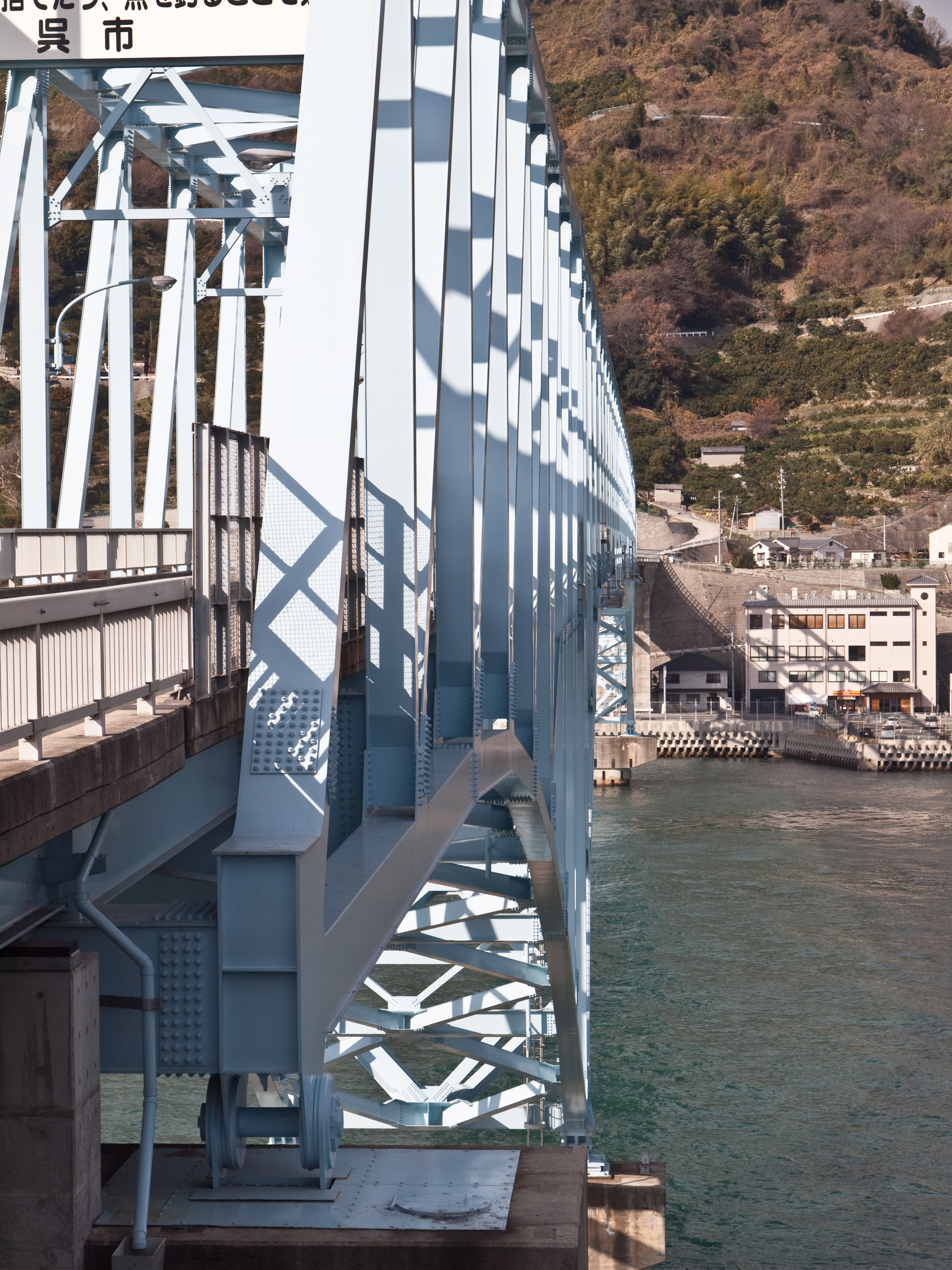
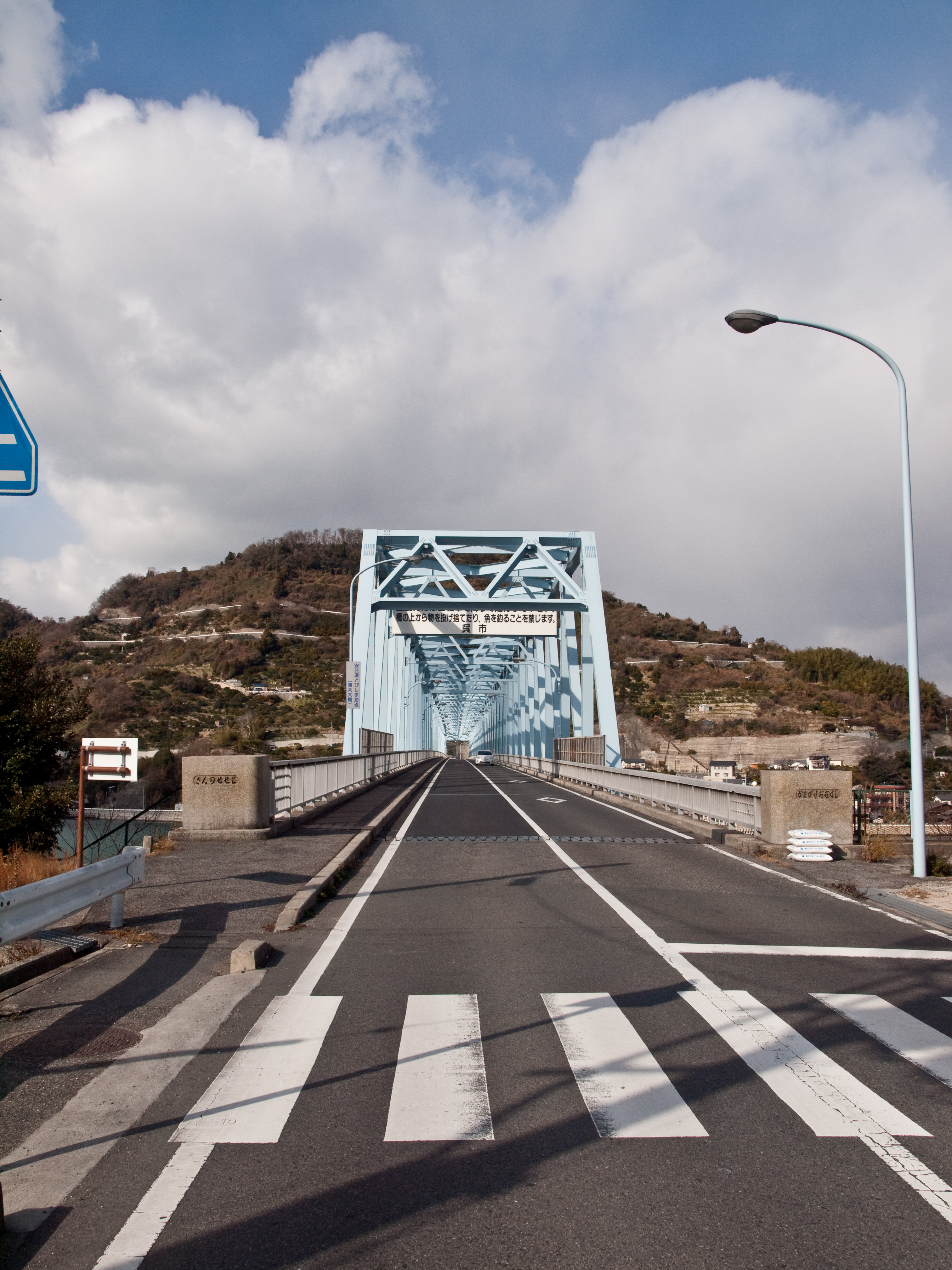